# Sporting Club sétois
Vous lisez un « bon article » labellisé en 2012.  Il fait partie d'un « bon thème ».
Maillots
Actualités
Le Sporting Club sétois, abrégé en SC sétois et couramment appelé SC Sète est un club français de football situé à Sète dans l'Hérault et fondé en 1914 sous le nom de Football Club de Cette.
Le club va être le moteur du football languedocien pendant de nombreuses années. Il domine la Division d’honneur du Sud-Est en décrochant les sept premières éditions de cette compétition, devançant notamment l’Olympique de Marseille, le Stade Olympique Montpelliérain et le SC nîmois.
En 1928, la ville change de nom et le club devient le FC Sète. Le club décroche son premier titre majeur en remportant la Coupe de France 1930 face au Racing Club de France. C'est donc en tant qu'équipe de premier rang que le FC Sète intègre en 1932 le premier championnat de France professionnel, qu’il remporte dès 1934, signant par ailleurs le premier doublé de l’histoire du football en France en remportant le titre de champion de France et la Coupe de France. Le club redevient champion de France seulement cinq ans plus tard, mais le début de la Seconde Guerre mondiale va donner un coup d'arrêt brutal au club sétois qui ne retrouvera jamais son niveau d’antan. Se maintenant en Division 1 jusqu'en 1954, le club va connaître une lente agonie avant d'abandonner le professionnalisme en 1960.
Ainsi contraint à l’amateurisme pour des raisons financières, le club végète tout au long des années 1960 en DH puis en CFA, avant de retrouver la Division 2 de 1970 à 1977, puis de 1983 à 1989. En 1990, l’équipe, qui évoluait au stade Georges-Bayrou, déménage au stade Louis-Michel. Jusqu'en 2005, le club vogue entre Division 3, CFA et National. Cette année-là, le club accède à nouveau à la Ligue 2 après 16 ans d’absence. Ne parvenant pas à se maintenir, le club redescend et est rétrogradé en 2009 en Division d’Honneur à la suite d'une liquidation judiciaire. Après avoir terminé première en 2012, l’équipe passe deux saisons en CFA 2 avant d'obtenir sa montée en CFA en 2014.
Le 16 avril 2020, après décision du comité exécutif de la FFF, le club est promu en National, 11 ans après sa dernière participation, en terminant premier du groupe C de National 2. Après deux saisons en N1, le club est rétrogradé administrativement en N2 à l'été 2022 par la DNCG, dans un contexte de conflit entre les dirigeants du club et la mairie. Il subit une nouvelle rétrogradation, sportive cette fois, en National 3 en 2023. En raison de finances exsangues, le club subit une nouvelle liquidation judiciaire à l'été 2023. La Fédération Française de Football interdisant aux dirigeants de reprendre le nom de FC Sète, le club repart sous le nom de Sporting Club sétois. Il redémarre en Régional 3 pour la saison 2023-2024.

## Histoire

### Origines du football à Cette (1900-1914)
L’Olympique de Cette (Cette, orthographe de la ville jusqu’en 1927) est fondée en 1900 par Jean Dugrip et Jean-Louis Julien qui organisent alors quelques matches face au SC Nîmois d’Henri Monnier. Rapidement, le club fait des émules dans la ville, et d’autres équipes apparaissent sur l’île comme le Junior Club de Cette ou l’Union Sportive de Cette, fondée par Emmanuel Gambardella âgé seulement de 15 ans. De 1901 à 1905, les rencontres régionales se limitent cependant à un tête-à-tête entre les joueurs de l’Olympique et ceux du SC Nîmois. Ils ne sont rejoints que plus tard par les jeunes Montpelliérains, principalement tournés vers le rugby à XV à cette époque.

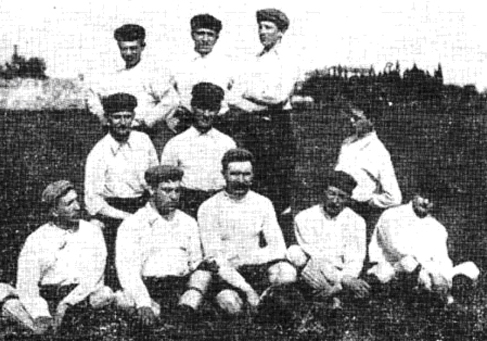
Équipe de l’Olympique de Cette en 1901.

Cette est alors désignée comme « La Mecque du football français » par le journaliste sportif Gabriel Hanot avant la Grande Guerre, et en 1906, c’est logiquement dans ce port de la Méditerranée que s’installe le siège de la Ligue régionale. En 1907, l’Olympique de Cette prend part à sa première compétition officielle, le championnat du Languedoc dont les Dauphins remportent facilement la première édition. Lors de la seconde édition en 1908, les Cettois sont battus par leur grand rival d’avant-guerre, le SC Nîmois, ce qui sera le seul et dernier affront à l’hégémonie cettoise sur le Languedoc-Roussillon jusqu’en 1927 et la victoire du SO Montpelliérains.

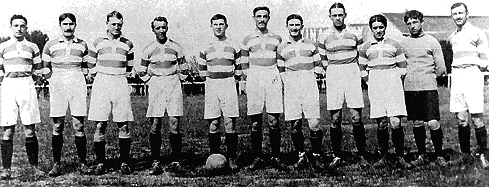
Équipe de l’Olympique de Cette en 1914.

En 1908-1909, l’Olympique de Cette décroche un nouveau titre régional, alors qu’arrive au club un homme au fort tempérament, Georges Bayrou, qui en restera le président durant près d'un demi-siècle. Monté à Paris pour faire carrière, il rentre au pays auréolé du titre de champion de France conquis avec le Gallia Club Paris, et s’implique rapidement dans la branche de recrutement du club. À l’origine de la venue de Gustave Rambaud, alors capitaine du SC Nîmois, il attire dans les filets des Dauphins d’autres joueurs venus des grands rivaux de l’époque comme Fernand Augade et les frères Chabrol, pratiquant activement le manque à gagner et le débauchage, comme le rappelle l'entraîneur nîmois Henri Monier dans ses mémoires : 

« Je ne puis m’empêcher encore aujourd’hui, malgré sa disparition récente, de reprocher au vieux camarade de lutte Georges Bayrou d’avoir racolé, moyennant 5 francs par dimanche et 2 francs du voyage Nîmes–Sète, les meilleurs éléments de mon équipe. Et, en cela on peut dire qu'il a été le premier et le plus grand racoleur de footballeurs de France, honneur que je ne lui ai jamais envié. »

Outre les joueurs régionaux, Georges Bayrou fait également venir de nombreux joueurs étrangers, notamment en 1912 l’Écossais Victor Gibson qui assurera tour à tour les rôles de joueur, d'entraîneur et de recruteur du club.
Champion du Languedoc sans discontinuer de 1910 à 1914, l'équipe cettoise atteint même cette dernière année la finale du championnat de France USFSA, perdue à Paris face à l’Olympique lillois. Le club met fin à ses activités avec le déclenchement de la Première Guerre mondiale quelques semaines plus tard, comme de nombreux autres clubs français, et voit partir la plupart de ses joueurs pour le front.

### Naissance du FC Cette (1914-1932)
Les jeunes de la ville supportent mal l'interruption de la pratique du football décrétée par le club, comme l’écrit René Dedieu alors âgé de 15 ans : 

« À la mobilisation, l’Olympique refusa de nous prêter son stade. Nous n’avions plus d’équipements, plus de maillots ni d’éducateurs. On a créé le Football Club de Sète avec les jeunes de 16 ou 17 ans qui venaient de l’Olympique comme moi et ceux qui, comme les frères Dangles, venaient du Junior Club Cettois. Le garde de l’Olympique nous ayant chassé, nous avons joué à l’ancien champ de manœuvres. En 1917, nous ne jouions que quelques matches et c'est après la guerre que nous avons construit le stade et reconstitué le club en grand. »

En effet, en cette période de guerre, les classes d’âge n’étant pas encore mobilisées prennent la relève des « grands » qui n’apprécient guère que des collégiens, souvent peu fortunés et peu habitués à la vie associative réservée habituellement à une certaine bourgeoisie urbaine, cherchent à les remplacer ou à rivaliser avec eux.

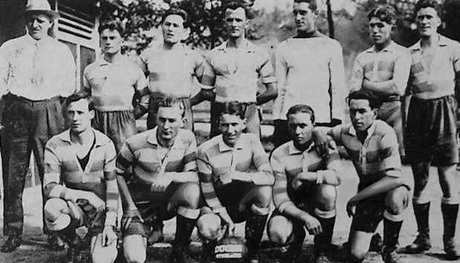
Équipe du FC Sète lors de la finale de la Coupe de France 1923.

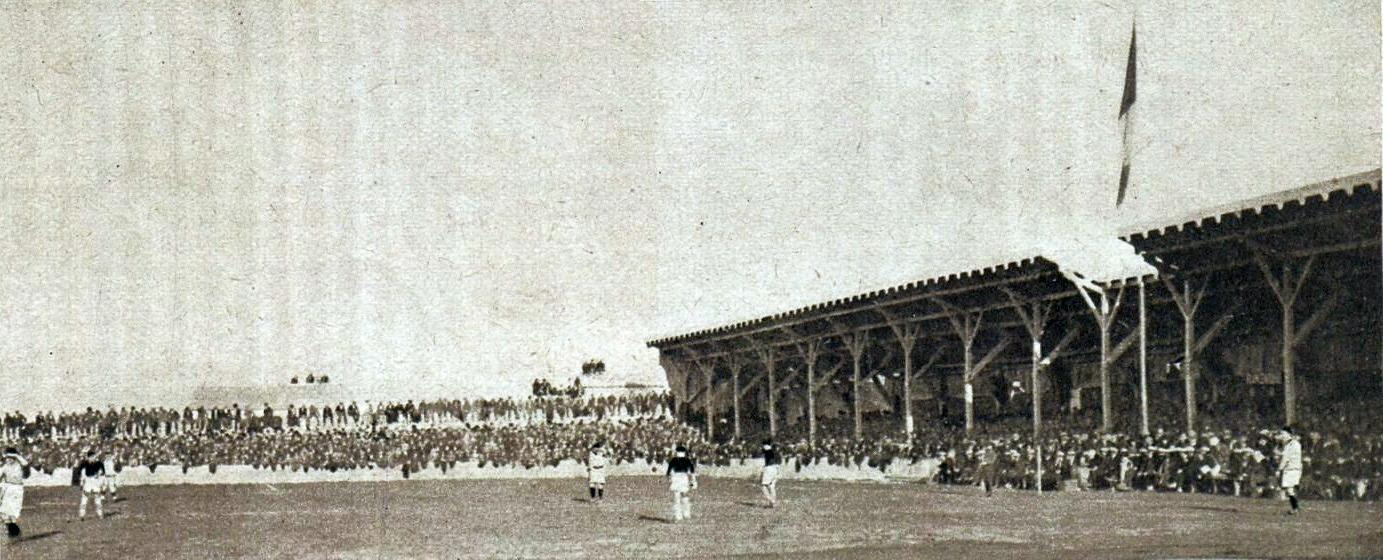
Le stade du FC Sète en 1929.

Parmi les anciens de l’Olympique, l'Écossais Victor Gibson, non mobilisé avec l'armée française, choisit de se joindre à l’aventure du FC Cette et décide avec le président Schlegel, un Suisse originaire du canton de Vaud, d’adopter les couleurs blanches à rayures vertes du club de cœur de l’Écossais, le Celtic FC, un des deux plus prestigieux clubs de Glasgow. Malheureusement pour les anciens joueurs de retour de la guerre, comme Jean-Louis Jullien, la loi du nombre et de la jeunesse joue en leur défaveur, d’autant plus que de nombreux joueurs sont morts sur les champs de bataille et que les supporteurs se sont habitués à voir évoluer le nouveau club en tant qu’équipe majeure de la ville. À la fin de la guerre, le docteur Scheydt, ancien président de l’Olympique et maire de Cette, comprend que son club ne renaîtra pas et accepte une place de président d’honneur du FC Cette.
Fin 1916, le FC Cette rejoint la Ligue Méridionale de Football-Association, entièrement consacrée au football.
Après une saison de mise en sommeil faute d'effectif (1918/1919) et où le Stade Cettois prend le relais, le FCC rejoint la toute récente Fédération française de Football Association (FFFA) en 1919.
Après guerre, le FC Cette s’affirme comme l’une des places fortes du football français sous l’impulsion de deux hommes : Victor Gibson, qui fait venir nombre de joueurs britanniques et devient l’homme à tout faire du club, capitaine sur le terrain, entraîneur, recruteur, jardinier mais aussi soigneur avec « l’embrocation Gibson qui redonne la vigueur aux muscles » ; mais également Georges Bayrou, qui n’avait qu’un rôle secondaire à l’Olympique et qui devient l’« avocat » du nouveau club, ce qui en contrepartie l’aidera à monter dans les instances du football français.

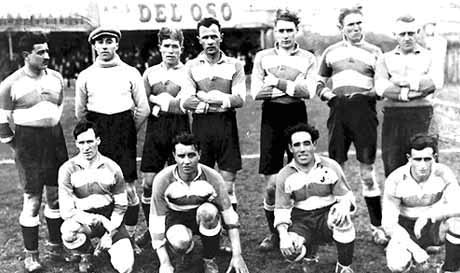
Équipe du FC Sète lors de la finale de la Coupe de France 1924.

Le club cettois s’impose comme le principal club méridional de ces premières années d’après-guerre en remportant les sept premières éditions de la division de Honneur du Sud-Est entre 1919 et 1926, ne laissant par la suite que deux titres au SO Montpelliérains et quatre à l’Olympique de Marseille avant l'arrivée du professionnalisme. En parallèle de ces succès en championnat, les Cettois disputent la Coupe de France, devenue la compétition phare du football français de cette période d’entre-deux guerres. Ils atteignent trois fois la finale de la compétition en 1923, 1924 et 1929, mais sont battus respectivement par le Red Star FC (4-2), l'Olympique de Marseille (3-2 ap) et le SO Montpelliérains (2-0). Le club héraultais doit attendre 1930 pour voir ce trophée orner sa vitrine : après avoir éliminé le tenant du titre montpelliérain en quart de finale à Marseille puis l'Olympique de Marseille en demi-finale à Paris, il prend le dessus sur le Racing Club de France (3-1 ap), grâce à un doublé décisif de son attaquant international yougoslave Yvan Beck.
Parmi les autres signes de la place prise par le club dans le football français, un footballeur cettois est pour la première fois sélectionné en équipe de France en novembre 1921 : il s’agit d'Albert Jourda, tout juste arrivé du Racing, qui terminera sa carrière internationale après les Jeux olympiques de 1924 avec sept capes.

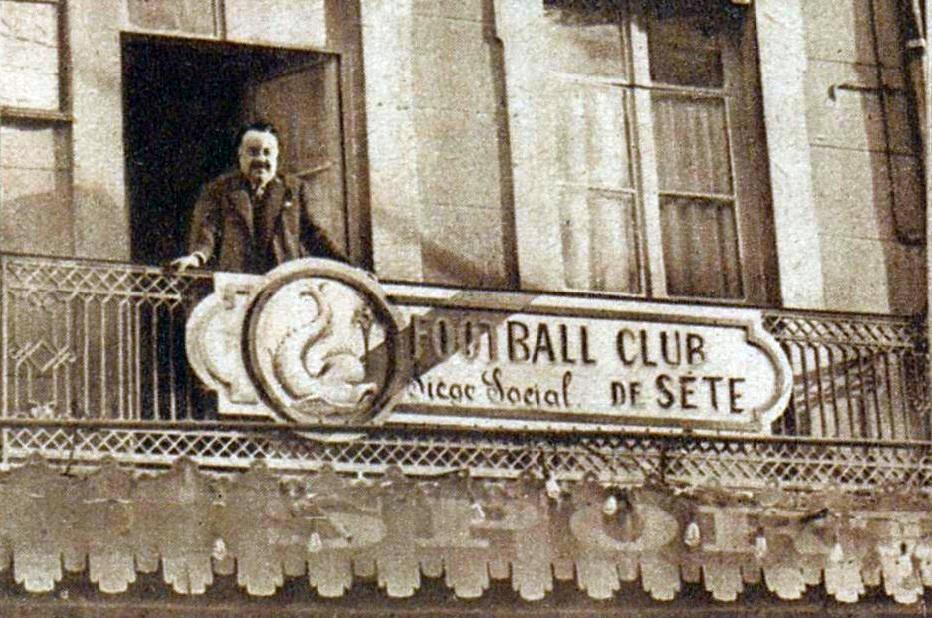
Georges Bayrou au balcon du FC Sète en juin 1929.

Entre-temps, en 1928, le nom de la ville change de « Cette » en « Sète » et le club est logiquement renommé en FC Sète. Grâce à leur victoire en Coupe de France, les joueurs du FC Sète sont invités à disputer à Genève la Coupe des nations, ancêtre de la coupe d’Europe des clubs champions. Alors qu'il est battu par le SpVgg Greuther Fürth, champion d’Allemagne en titre, le FC Sète est ainsi décrit par un reporter allemand, qui souligne le côté internationaliste du club français : 

« Avec les joueurs de Fürth, les Sétois ont joué le match le plus passionnant du tournoi. Ils jouent bien et sont sympathiques. Bien qu'ils soient vainqueurs de la Coupe de France (car il n’y a pas en France de championnat national), leur style de jeu n’est pas vraiment français. À cela, il est une raison. Dans le sud de la France où l’amateurisme est encore plus avancé que chez nous en Allemagne, s’est développé un véritable eldorado pour les joueurs étrangers. Ainsi les Sétois ont joué avec les Hongrois Kalix et Friedmann, le Yougoslave Becic et le Suisse Kramer en attaque, l’ancien Hongrois Kaucsar en demi-centre et l’arrière anglais Skiller. Et l’on ne doit pas oublier Beck et Stevanovic qui disputent actuellement la Coupe du monde en Uruguay avec la Yougoslavie. Je ne sais ce qu'ont pensé ces braves joueurs en entendant la Marseillaise. Sète est à l’image d’Aristide Briand, le ministre des affaires étrangères qui veut construire une unité paneuropéenne. »

### Les débuts du professionnalisme (1932-1935)

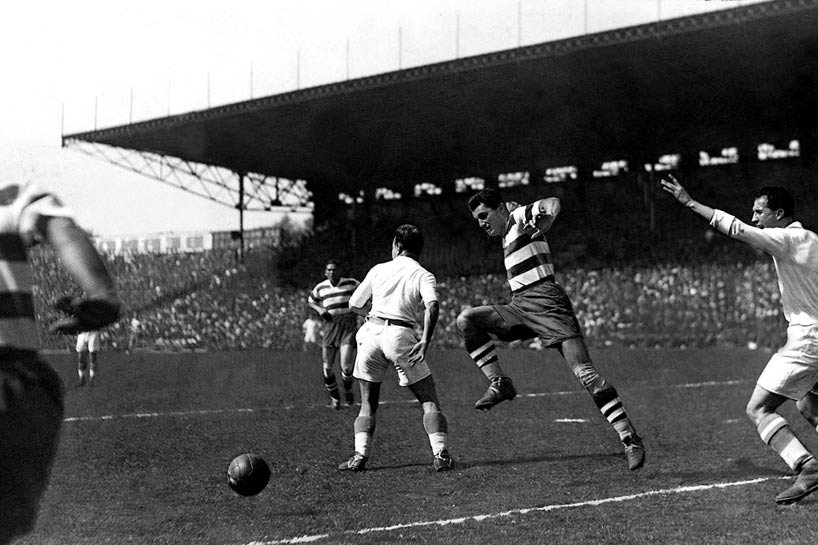
Istvan Lukacs, buteur décisif pour sa seule saison au FC Sète en 1933-1934.

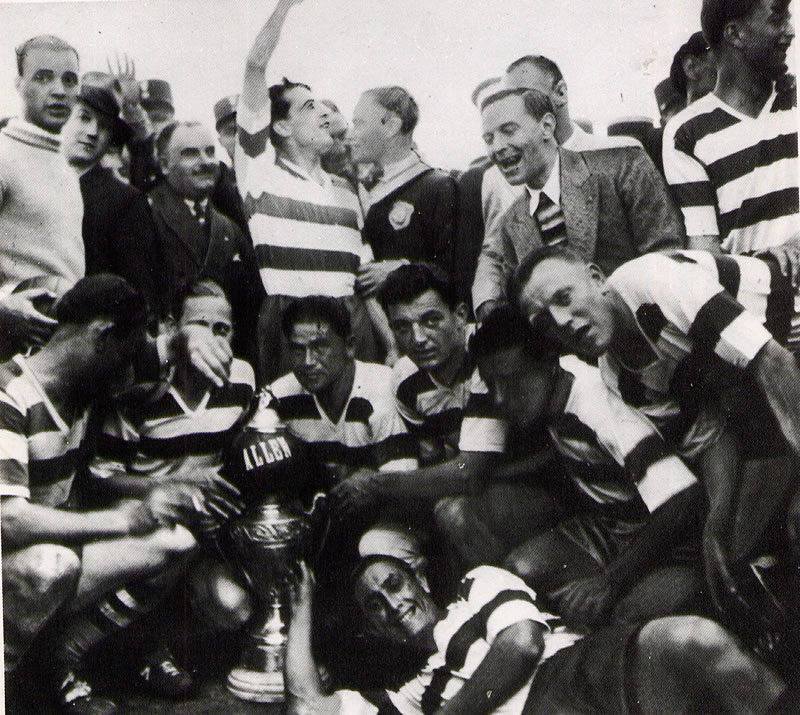
Les joueurs sétois réunis autour du trophée de la Coupe de France en 1934.

C'est en 1932 que se met en place le championnat de France professionnel, sous l’impulsion décisive de Georges Bayrou et d’Emmanuel Gambardella. L’instauration du professionnalisme répond à la volonté de certains clubs ambitieux et doit mettre fin aux scandales liés à l’« amateurisme marron », une pratique que les clubs du Midi ont particulièrement intégrée, recrutant de nombreux joueurs étrangers dont l’amateurisme reste à prouver. L’historien Alfred Wahl explique que le passage au professionnalisme était une protection offerte aux présidents de clubs, qui étaient particulièrement soumis aux caprices et au chantage pécuniaire des joueurs qui, étant amateurs, n’avaient aucune obligation vis-à-vis de leur club. Le contrat de travail professionnel permet ainsi d’établir l’autorité des dirigeants. Il y a désormais un patron et des employés.
La présence des Sétois comme fer de lance de la revendication pour le professionnalisme s’explique aussi par les nombreux conflits qui ont déjà opposé les dirigeants de l’Olympique puis du Football Club aux différentes instances dirigeantes nationales. L’Olympique était déjà avant la guerre accusé de débaucher des joueurs dans les autres clubs et de leurs verser des rémunérations occultes. Plusieurs affaires touchant le FC Cette font également grand bruit après-guerre concernant des joueurs étrangers recrutés par Georges Bayrou et accusés de diverses irrégularités, comme l’Anglais Stevenson en 1921 ou le Suisse Georges Kramer en 1923. Finalement, après plusieurs années de tergiversation, le premier championnat de France professionnel est lancé en 1932 avec la participation de vingt clubs, dont neuf issus de la seule Ligue du Sud-Est. Le FC Sète rejoint logiquement l’élite professionnelle et ne tarde pas à y confirmer qu'il dispose d’une des meilleures formations du pays. Après une première saison où ils terminent à la quatrième place de leur groupe, les Héraultais réussissent une grande performance l’année suivante en réalisant le premier doublé de l’histoire du football français.
En effet, alors que les Dauphins sont à la lutte pour le titre avec notamment l’Olympique lillois et l’Olympique de Marseille, ils retrouvent le 6 mai 1934 au stade Yves-du-Manoir de Colombes leurs voisins marseillais pour la finale de la Coupe de France. Devant 40 600 spectateurs (10 000 personnes, restées dehors, finissent par pénétrer dans l’enceinte en forçant le passage), les deux leaders du championnat se livrent à un match épique. Après l’ouverture du score olympienne par Émile Zermani dès l’entame, les Vert et Blanc égalisent en première période par l’intermédiaire de leur attaquant franco-hongrois Istvan Lukacs. À la 75e minute, ce dernier reprend un ballon renvoyé par le poteau à la suite d'une tentative de son capitaine Yvan Beck et permet ainsi aux siens de prendre un avantage qui se révèle décisif. Le club remporte ainsi le deuxième trophée national de son histoire, après sa victoire en 1930.
Sept jours plus tard, les hommes de René Dedieu s’imposent face au FC Antibes (4-2) lors de la dernière journée du championnat. Premiers mais ne comptant qu'un point d’avance sur l’Olympique de Marseille qui doit encore jouer trois matches en retard, les Héraultais ne se font guère d’illusions quant au résultat final de la compétition, le quotidien L’Auto annonçant même en une dès le 30 avril 1934 : « L’Olympique de Marseille est virtuel champion de France ». Alors qu'il suffit aux Olympiens de ne réaliser qu'un match nul lors d’un seul de leurs trois derniers matches pour fêter le titre, le FC Sète part en tournée en Afrique afin de fêter une saison qui, quoi qu'il arrive, est d’ores et déjà réussie. Les joueurs sétois se trouvent à la terrasse du café Roi de la bière à Casablanca au Maroc lorsqu'ils apprennent que l’Olympique de Marseille a perdu ses trois derniers matchs et qu'ils sont donc champion de France. C'est grâce à ce petit miracle que le FC Sète remporte son premier titre de champion de France ; son équipe-type cette année-là réunissant les internationaux René Llense, Jules Monsallier, Louis Gabrillargues et Ali Benouna, ainsi que Márton Bukovi, Yvan Beck et Istvan Lukacs. La saison suivante est moins réjouissante, le club terminant à la quatrième place du championnat à douze points du champion sochalien.

### Le second titre de champion (1935-1945)

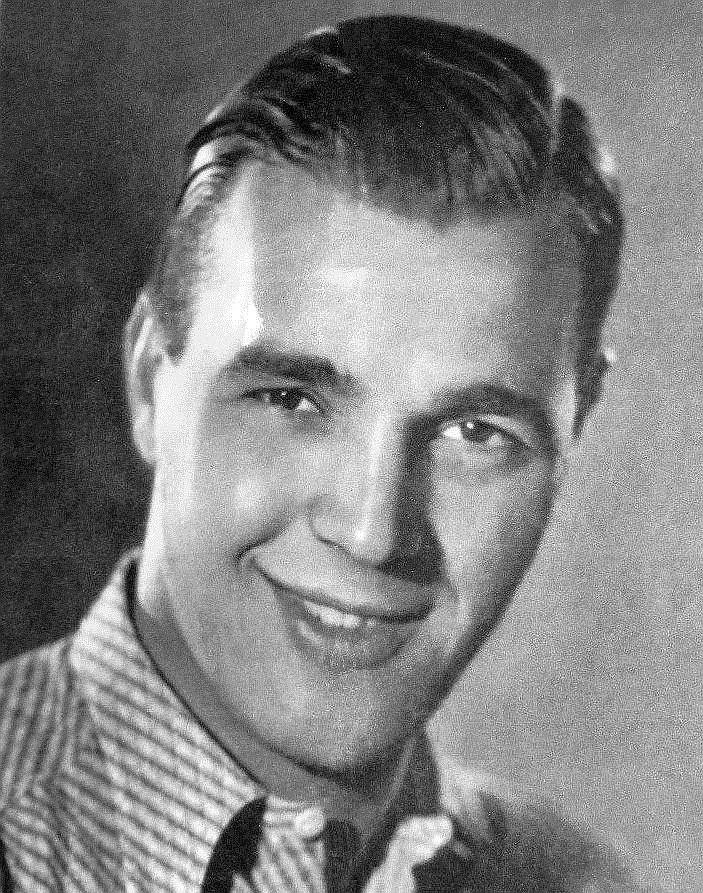
Le portier international français René Llense évolue au FC Sète entre 1932 et 1938.

Après deux saisons moyennes où le club reste englué dans le ventre mou du championnat de France (7e en 1936 puis 10e en 1937), le club est à la relance lors de l’édition 1938. En tête durant les dix premières journées, les Dauphins ne sont battus que lors de la 11e journée par le FC Rouen. L'équipe enchaîne alors une série de quatre défaites consécutives qui la rétrogradent au-delà de la 4e place. Cependant ce nouvel effectif, encadré par Jean Marmiès qui vient d’arriver au club, se relance jusqu'à occuper à la veille de la dernière journée la deuxième place du classement derrière les intouchables sochaliens. Un nul concédé lors de la dernière journée à l’AS Cannes permet cependant à l’Olympique de Marseille de leur ravir la place de vice-champion. Les Dauphins terminent finalement à la troisième position du championnat.

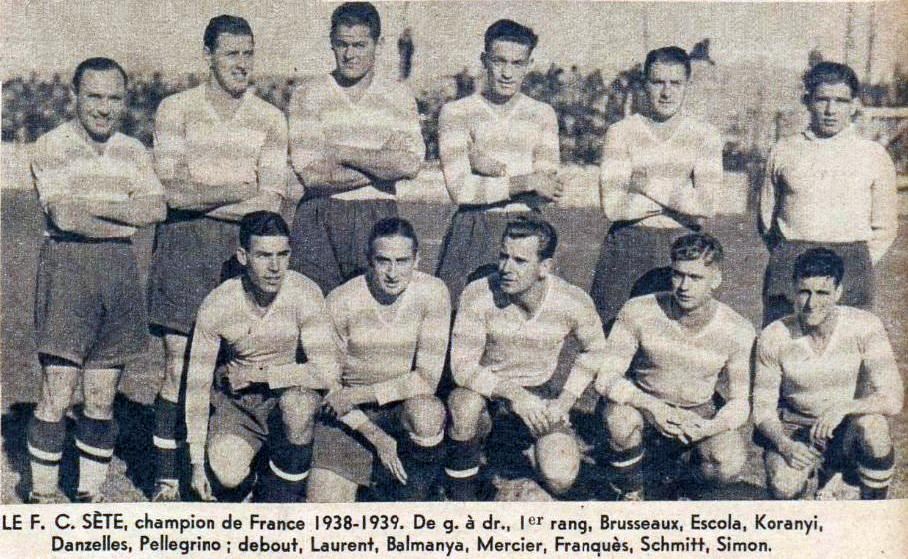
L'équipe championne de France en 1939.

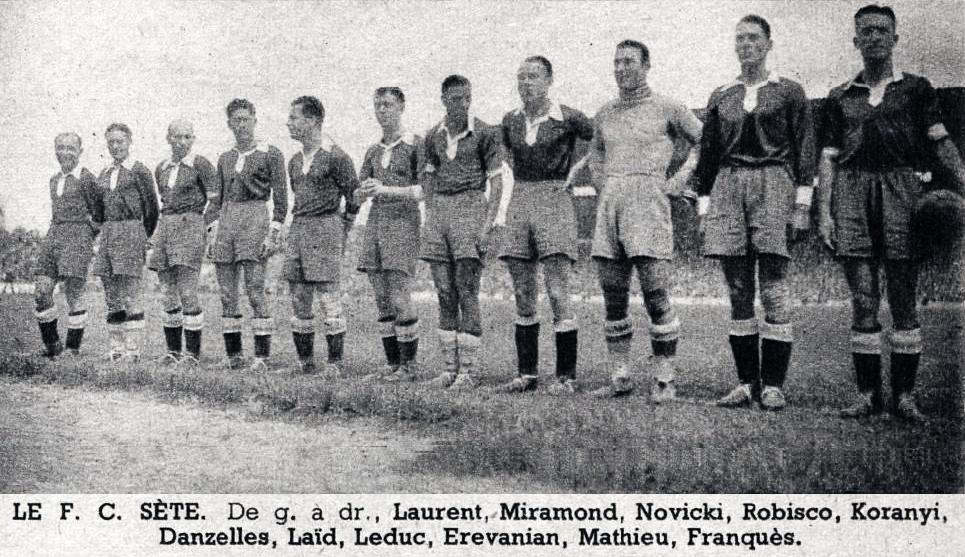
Le FC Sète, saison 1941-1942 (ici finaliste de la coupe de France, en mai 1942).

C'est après cette saison encourageante et dans un contexte difficile, le début de la Seconde Guerre mondiale s’invitant en fin de saison, que le FC Sète remporte son second titre de champion de France en 1939 devant son éternel rival de l’époque, l’Olympique de Marseille. Dès le début de la saison, les spécialistes s’accordèrent à dire que le championnat se réduirait à un match à cinq entre le FC Sochaux, tenant du titre, ses deux dauphins de la saison précédente, l’Olympique de Marseille et le FC Sète, et les deux challengers qui avaient été actifs sur le recrutement durant l’été, l’Olympique lillois et le Racing Club de Paris. Le premier tournant de la saison a lieu le 26 février lorsque les Sétois s’inclinent (3-0) lors du match au sommet face au Racing, le leader du moment, dans un stade Yves-du-Manoir plein battant ainsi le record de recette du club (407 687 F). Les Sétois enchaînent deux nouvelles défaites, laissant s’échapper un temps les Parisiens qui connaissent ensuite un gros passage à vide. Finalement ce sont les Sétois et les Marseillais qui luttent jusqu'au bout pour le titre : les Héraultais ne passent devant leurs rivaux que lors de la dernière journée en écrasant le Racing (5-0) alors que les Olympiens chutent face au RC Strasbourg. C'est une fois encore au bout du suspense que l’équipe des Dauphins, emmenée par l’« armada espagnole », Domènec Balmanya et Josep Escola, par les internationaux Michel Brusseaux, Désiré Koranyi, François Mercier et Roland Schmitt ainsi que par quelques joueurs du cru comme Pierre Danzelle ou René Franquès, remporte le second titre de l'histoire du club sous les ordres de Jean Marmiès.
La saison suivante, la mobilisation pour la guerre est de mise. Cependant, la FFFA joue l’optimisme et pense que Hitler n’attaquera pas. Elle organise alors le premier championnat de guerre en lançant un appel auprès des clubs professionnels. Le FC Sète, champion de France en titre, répond à cet appel et intègre le groupe Sud-Ouest du championnat en compagnie des Girondins de Bordeaux, qui termineront premiers devant les Sétois, du SO Montpellier, du Nîmes Olympique, du Toulouse FC et de l’Olympique alésien. Lors des saisons suivantes, le club participe au championnat de la Zone libre, remportant le titre en 1942, mais échouant en finale nationale face à un Red Star dominateur durant la guerre. En 1943, la création d’équipes fédérales inscrites dans un championnat dédié met un terme aux pseudo-championnats organisés durant la guerre, les joueurs pros étant enrôlés de force dans des équipes régionales alors que les clubs sont relégués dans les championnats amateurs. La saison suivante, les clubs font leur retour sur le devant de la scène.

### La descente aux enfers (1945-1960)

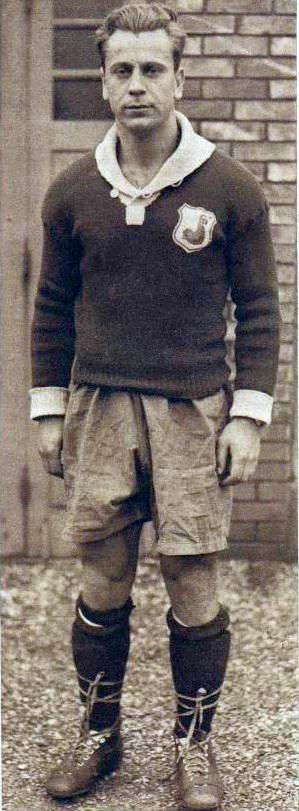
Désiré Koranyi a inscrit 158 buts sous le maillot du FC Sète entre 1935 et 1956.

La Seconde Guerre mondiale marque le début du déclin du club sétois, qui ne retrouvera jamais plus son niveau d’avant-guerre. La saison 1945-1946 est endeuillée dès le mois de septembre par la mort de l'ancien joueur Louis Cazal, un enfant du pays ; l'équipe dirigée par Ljubiša Stefanović se sauve in extremis et termine à une triste 12e place. Deux ans plus tard, c'est une nouvelle fois au bout du suspense que les Sétois obtiennent leur maintien grâce à deux victoires de haute volée face au Stade rennais UC (5-0) et aux Girondins de Bordeaux (6-1). Malgré des électrochocs successifs avec les changements d’entraîneur, le club n’arrive pas à retrouver son lustre d’antan et passe une nouvelle fois très près de la relégation. En effet, alors que le club occupe la dernière place de première division avec seulement six points le 25 janvier 1948, il faut le travail acharné de messieurs Fairon et Biau pour permettre au club de se maintenir pour un petit point à la fin de la saison.
Les saisons se suivent et se ressemblent, malgré un beau parcours en Coupe de France 1948-1949 où les Dauphins échouent en quart de finale face à l’Entente Stade Français-Red Star. En 1951, ils doivent jouer les barrages pour ne pas descendre. L’arrivée de Marcel Tomazover au poste d’entraîneur va offrir au club une certaine embellie, avec une nouvelle belle prestation lors de la Coupe de France 1952-1953 qui se termine en quart de finale face à l’AS Saint-Étienne.
La saison suivante est finalement celle de la relégation pour le FC Sète, mais elle est surtout marquée par la mort de deux grands personnages du football français originaire de la région sétoise. Emmanuel Gambardella décède le 30 août 1953 alors qu'il est président de la Fédération française de football et du groupement des clubs professionnels ; il était à l’origine de l’AS Sétoise et du FC Sète dans les années 1910. Mais le club va surtout être endeuillé par la mort de Georges Bayrou le 5 décembre 1953, qui dirigea le club durant un demi-siècle et qui fit jurer sur son lit de mort à ses proches de ne jamais laisser tomber le club de son cœur. Ces deux anciens sétois ne verront pas le FC Sète être relégué pour la première fois depuis la création de la première division.
En deuxième division, les Sétois continuent à décevoir et le nouveau président, Louis Michel, tente par tous les moyens de trouver des financements afin de maintenir le club dans les divisions professionnelles. En l’honneur de Georges Bayrou, qui leur a permis de devenir professionnel, les dirigeants du Toulouse FC prêtent des joueurs sans contrepartie au club sétois. On fait également appel aux célébrités sétoises comme Georges Brassens ou Jean Vilar pour redorer l’image des Dauphins et récolter des fonds pour sauver le club. Auteur de deux derniers coups d’éclat en Coupe de France 1957-1958 et en Coupe de France 1959-1960, au cours desquelles sont éliminés notamment l’Olympique de Marseille et le Racing, le président Louis Michel dépose finalement les armes au printemps 1960. La plupart des joueurs partent rejoindre l’AS Cherbourg, qui récupère la place du club en championnat professionnel, tandis que le FC Sète doit repartir du niveau régional. Le président meurt sur le bord du terrain deux ans plus tard, le 23 décembre 1962, lors d’un match de Coupe de France face à l’AS Saint-Étienne.

### Le renouveau (1960-1986)
Le club repart en 1960 en Promotion d'Honneur du Sud-Est. En 1965, sous les commandes de Jean Laronde, le nouveau président, il évolue en Division d'Honneur, le plus haut niveau régional. En 1967, le club fait un parcours honorable en Coupe de France en atteignant les seizièmes de finale. La saison suivante, les Dauphins obtiennent leur billet pour la monter en Championnat de France amateur (CFA), le troisième échelon et plus haut niveau amateur du football français. Les jeunes Sétois réalisent deux bonnes saisons en terminant troisièmes du groupe Sud du championnat. D’ailleurs, les spectateurs ne s’y trompent pas, puisque le club se classe troisième de CFA en termes d’affluence avec 2 450 spectateurs de moyenne durant la saison 1969-1970. En 1970, le club sétois intègre la nouvelle deuxième division, dite désormais open, puisque des clubs amateurs sont désormais acceptés à ce niveau. Alors que des joueurs comme Claude Calabuig ou Christian Coste s’illustrent sous les ordres de Xercès Louis ou de Slobodan Milosavljević, le club sétois se maintient facilement en Division 2, sans parvenir à jouer les trouble-fête parmi les équipes de tête du groupe. À force de se contenter du maintien, les Dauphins finissent par chuter en Division 3 en 1977.
Il faut attendre 1983 avant de voir l’équipe sétoise retrouver l’antichambre de l’élite, alors que le club est désormais dirigé par Georges Besson et entraîné par Claude Calabuig. La saison de la montée est d’ailleurs une des plus indécises de l'histoire des Dauphins, puisqu'ils obtiennent la montée à la différence du but et au bout du suspense aux dépens du Montauban FC, grâce à leur victoire face à l’AC Arles (2-0) lors de la dernière journée. Dès la reprise de la saison suivante, le club décroche la place honorifique de leader de son groupe de deuxième division, qui ne sera qu'une belle illusion, puisque le club luttera tout le reste de la saison pour son maintien sous les ordres d'Yves Herbet. Alors que le maintien est assuré facilement la saison suivante, ce dernier quitte le club à l’été 1985 et laisse sa place à Slobodan Milosavljević, qui procède à un recrutement ambitieux avec la venue de Dominique Bathenay, vainqueur à cinq reprises de la Coupe de France et triple champion de France, et de Mama Ouattara, l'Ivoirien passé par le Nîmes Olympique et le Montpellier PSC. Mais alors que les amateurs du CS Blénod écrasent les Dauphins trois buts à zéro en seizièmes de finale de la Coupe de France 1985-1986, Slobodan Milosavljević est remercié et remplacé par Dominique Bathenay qui devient entraîneur-joueur. Malgré une bonne saison en championnat, le club rate les qualifications pour les barrages d’accession en Division 1 lors de la dernière journée, en faisant un match nul au stade Georges-Bayrou face au Red Star.

### Une nouvelle traversée du désert (1986-2001)
Les saisons suivantes sont moins glorieuses et le club retrouve ses vieux démons, n’obtenant son maintien que lors des dernières journées. Cette période est également marquée par l’humiliation du 24 avril 1987 lors du derby face au Montpellier PSC, qui écrase les Sétois sept buts à zéro. La saison 1988-1989 voit l’arrivée d’un président très ambitieux, Antoine Soler, qui prévoit un budget de 8,5 millions de francs alors que le club est déjà dans une situation financière délicate. L'équipe obtient son maintien à la fin de la saison en terminant à une modeste quinzième place en championnat, mais le club est relégué administrativement en Division 3. La mairie doit prendre en charge le club afin de le sauver et de rembourser sa dette. C'est à cette occasion que le club change de nom et devient le « FC Sète 34 ».
Le club connaît une nouvelle longue période d’amateurisme dans les années 1990 du fait de sa relégation en Division 3. L'équipe sétoise, bien que jouant les premiers rôles, voit son public déserter les tribunes du vieux stade Georges-Bayrou, abandonné durant l’été 1990 pour le stade Louis-Michel, plus petit mais plus récent et plus adapté au nouveau statut du club. Claude Calabuig, qui reste sur le banc sétois durant six années consécutives entre 1991 et 2000, est écarté quelques mois en 1997, remplacé par Marc Bourrier, lors de la relégation du club de National 1 (l’ancienne division 3) en CFA, qui vient d’être recréé.
Cette triste période est toutefois marquée par un beau parcours en Coupe de France en 1997-1998, qui propose lors des trente-deuxièmes de finale une affiche mythique de l’entre-deux-guerres, entre l’Olympique de Marseille et le FC Sète. Le match se joue au stade de la Mosson de Montpellier, flambant neuf à quelques mois du début de la coupe du monde 1998, et les dirigeants profitent de cette occasion pour rappeler aux jeunes générations que le FC Sète a jadis été un grand club. Cependant, sur le terrain, les professionnels de l’élite ne font pas de cadeaux aux Dauphins, qu'ils écrasent trois buts à zéro.

### Le retour au professionnalisme (2001-2009)
Les Sétois parviennent à accéder au championnat National en 2001. Emmené par son capitaine emblématique Christophe Rouve, lors de la saison 2004-2005, le FC Sète termine à la 3e place du championnat et gagne son ticket pour la Ligue 2. Le stade Louis-Michel est réaménagé pour atteindre la capacité de 8 000 places, exigée par la Ligue, grâce à la mise en place d’une tribune semi-provisoire en face de la tribune présidentielle.

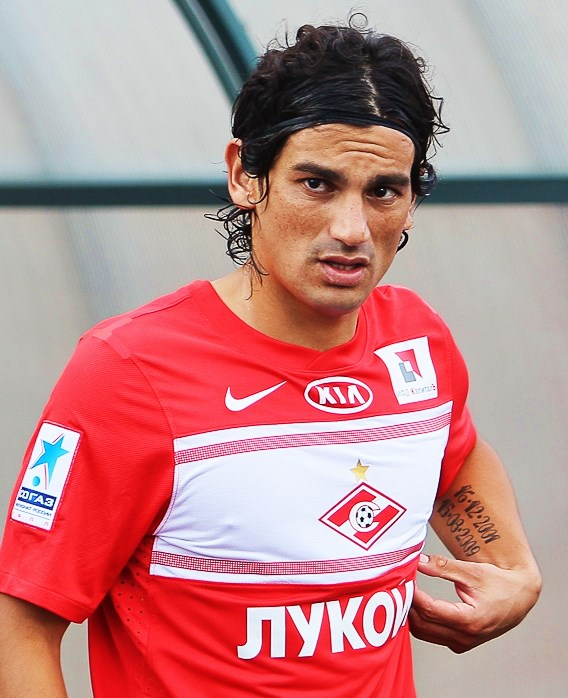
L'Argentin Tino Costa évolue au FC Sète en 2007-2008.

Les débuts en Ligue 2 sont difficiles, malgré une belle victoire 2-0 face au rival local, le Montpellier HSC, dans un stade plein. À la suite de mauvais résultats, Claude Calabuig est remplacé par Ludovic Batelli. En dépit d’un certain nombre de changements lors du mercato d’hiver avec l’arrivée notamment du défenseur Franck Silvestre, ancien international, les résultats ne s’améliorent pas. Ludovic Batelli quitte le club pour rejoindre l’Amiens SC et est remplacé par Robert Buigues au mois de mars 2006. Le club termine finalement dernier de Ligue 2.
Christian Sarramagna est le nouvel entraîneur pour la saison 2006-2007. Après un départ moyen, le club trouve son rythme de croisière et joue dans la première partie du tableau sans pour autant pouvoir se mêler à la course à la montée. Le début de saison est toutefois marqué par un beau parcours en Coupe de la Ligue, puisque après avoir éliminé le Tours FC à domicile puis le SC Bastia aux tirs au but au stade de Furiani, les Sétois sont éliminés avec les honneurs par l’AS Saint-Étienne (4-1) après avoir ouvert la marque. En dépit d'un parcours décevant en championnat, Christian Sarramagna est maintenu jusqu'à la fin de la saison. Considérant que l’objectif fixé en début de saison (la remontée en Ligue 2) n’est pas atteint, le président Émile Anfosso licencie son entraîneur, avec lequel il se dit en profond désaccord, une fois la saison passée. Sarramagna est remplacé fin juin par Thierry Laurey.
Parallèlement, le maire de Sète fait état de son désir de voir le statut du club passer d'une société d’économie mixte à celui de SAOS (société anonyme à objet sportif). Le dossier qui devait aboutir au cours de l’été 2007 est finalement suspendu en l’attente d’éventuels racheteurs. En 2008, après une nouvelle saison parmi la première partie du classement, la présidence est confiée à Laurent Besson, qui recrute Frédéric Rémola pour remplacer Laurey, parti à l'Amiens SC. Aux prises avec des difficultés financières importantes, le club sétois est alors dans l’attente d’une décision de la DNCG pour demeurer en National. Malgré un nouveau maintien sportif, le dépôt de bilan paraît inévitable à l’issue de la saison 2008-2009.

### Nouvelle rétrogradation et reconstruction du club (2009-2020)
Plombé par une dette estimée à 800 000 euros, le club est placé en liquidation judiciaire par le tribunal de commerce de Montpellier le 15 juin 2009 et doit repartir en Division d’Honneur pour la saison 2009-2010. Ceci clos tristement une affaire qui durait depuis quelques mois déjà et ce malgré la tentative de reprise du club par Marcel Salerno.
Le 7 mai 2012, après trois saisons en Division d’Honneur, les Sétois remportent le titre de champion du Languedoc-Roussillon et remontent en CFA 2. il ne faut que deux saisons au club sètois pour connaitre à nouveau les joies d'une montée, puisque les verts et blancs dominent toute la saison leur groupe de CFA 2 et obtiennent leur montée à l'issue de cette saison 2013-2014, leur permettant de jouer la saison suivante en CFA. Après une première saison encourageante où ils terminent à la huitième place de leur groupe, les sétois ont plus de mal les saisons suivantes échappant par deux fois de peu à la relégation. Toutefois, le club termine à une belle septième place à l'issue de la saison 2017-2018.
Lors de la saison 2018-2019 et un nouveau parcours plus qu'honorable en Coupe de France, les sétois terminent à la cinquième place de leur groupe laissant présager un avenir plus serein. Dans la continuité, le football club fait sensation en étant champion d'automne lors de la saison de National 2 2019-2020. Le 16 avril 2020, après décision du comité exécutif de la FFF à la suite de la pandémie de Covid-19 en France, le club est promu en National et termine premier du groupe C de National 2 ; sans attribution du titre de champion.

### Un retour en National abrégé par un nouveau conflit avec la mairie (2020-2023)

#### Deux saisons en National 1 (2020-2022)
Pour son retour en National, le club fait une saison 2020-2021 honorable et termine à la 11e place. Toutefois, la fin de saison est mouvementée : François Commeinhes, maire de la ville de Sète, demande le départ du président Jean-François Gambetti pour installer un nouveau projet mené par Ludovic Liron à la tête du club. Gambetti refuse de démissionner. Un conflit s'installe entre les dirigeants du club d'un côté — qui défendent une gestion financière mesurée — et la municipalité et l'agglomération de l'autre, qui la contestent et retirent leur subvention de l'ordre de 450.000 €. La DNCG valide toutefois le budget du club en prononçant cependant une mesure d'encadrement de la masse salariale. Avec le plus petit budget du championnat, les Vert et Blanc recrutent dans les divisions inférieures et par le biais de prêts, et font une saison très laborieuse en errant régulièrement aux abords de la zone rouge. En 2021-2022, le club se maintient sportivement à l'issue de la dernière journée de championnat.
Sous la pression, Biton et Gambetti démissionnent à tour de rôle, remplacés par Patrick Soria et Yoni Ragioneri, soutenus par la municipalité malgré leur passé judiciaire tumultueux,. Le journaliste Romain Molina, dénonce la situation dans une vidéo qui accuse le maire François Commeinhes d'avoir asséché de façon punitive le budget du club au détriment de la pérennité de ce dernier.

#### Rétrogradation administrative et  saison cauchemardesque (2022-2023)
À l'été 2022, faute d'avoir présenté un budget en équilibre, la nouvelle direction se voit notifiée d'une relégation administrative en National 2 par la DNCG et procède au recrutement de joueurs au niveau limité. Le club est par ailleurs en proie à une situation rocambolesque en coulisses,.
Plombé par une dette qui s'amplifie continuellement, le club cherche rapidement des repreneurs. Début 2023, Ragioneri annonce la reprise imminente par les investisseurs émirati et nigérian Salem Ahmed Baobaid et Olatunji Olalekan Mayowa, présentés par l'intermédiaire Laurent Dechaux. Néanmoins, ce projet n'aboutit pas et la direction finit par admettre qu'elle a été flouée,. Dans le rouge avec une dette estimée à 700 000 €, le club demande et obtient son placement en redressement judiciaire en avril,.
Sportivement, l'équipe fanion est officiellement reléguée en National 3 au bout de 24 journées de championnat d'une saison cauchemardesque. Le record de la plus lourde défaite du club est battu à Hyères (défaite 11 buts à 1). En fin de saison, les défections sont nombreuses et l'équipe première termine dernière au classement de son groupe, avec seulement 12 points. L'équipe réserve connait un sort similaire dans sa poule de Régional 1.

### Liquidation et création du SC sétois (2023-aujourd'hui)
Le 6 juillet 2023, le FC Sète 34 est placé en liquidation judiciaire.  Une nouvelle structure associative est créée pour reprendre les droits sportifs du club, mais la direction juridique de la FFF refuse la reprise du nom de « FC Sète », et rétrograde le club en Régional 3 (8ème division). Le club devient donc le Sporting Club sétois, présidé par le roumain Stefan Paler. Par ricochet, l'équipe réserve est rétrogradée en Départemental 1 (9ème division).
Pour sa première saison (2023-2024) en Régional 3, le club s'appuie sur certains cadres revenus au club (Lucas Segura, Floris Isola...) et obtient sa montée sportive en Régional 2.

## Image et identité

### Noms
Le 27 août 1927, le conseil municipal de Sète, présidé par le maire de l’époque Honoré Euzet, s’appuie sur l’argument que Cette « équivoque le pronom », qui avait déjà été avancé en 1793 pour solliciter le changement de nom de sa ville auprès des pouvoirs publics. La demande est approuvée par décret le 20 janvier 1928, date à laquelle le Football Club de Cette devient donc le Football Club de Sète.
Enfin, à l’issue de la saison 1988-1989, le Football Club de Sète renonce au professionnalisme pour des raisons financières et devient le Football Club de Sète 34, 34 étant le numéro du département dans lequel la ville de Sète se trouve, l’Hérault.
A l'issue de la liquidation judiciaire du 6 juillet 2023, le n°95 du FC Sète est radié de la FFF. Le club repart sous le nom de Sporting Club sétois, avec le n°64600.
| \| \| \| \| \| \| \| \| \| \| \| Football Club de Cette (1914-1928) \| \| \| \| \| \| \| \| \| \| \| \| \| \| \| \| \| \| \| \| \| \| \| \| \| \| \| \| \| \| Football Club de Sète (1928-1989) \| \| \| \| \| \| \| \| \| \| \| \| \| \| \| \| \| \| \| \| \| \| \| \| \| \| \| \| \| \| Football Club de Sète 34 (1989-2023) \| \| \| \| \| \| \| \| \| \| \| \| \| \| \| \| \| \| \| \| \| \| \| \| \| \| \| \| \| \| Sporting Club sétois (2023-Aujourd’hui) \| \| \| \| |  |  |  |  |  |  |  |  |  |                                         |  |  |  |
| |  |  |  |  |  |  |  |  |  | Football Club de Cette (1914-1928)      |  |  |  |
| |  |  |  |  |  |  |  |  |  |                                         |  |  |  |
| |  |  |  |  |  |  |  |  |  | Football Club de Sète (1928-1989)       |  |  |  |
| |  |  |  |  |  |  |  |  |  |                                         |  |  |  |
| |  |  |  |  |  |  |  |  |  | Football Club de Sète 34 (1989-2023)    |  |  |  |
| |  |  |  |  |  |  |  |  |  |                                         |  |  |  |
| |  |  |  |  |  |  |  |  |  | Sporting Club sétois (2023-Aujourd’hui) |  |  |  |

### Couleurs et maillots
Le vert et le blanc sont les couleurs du club sétois depuis 1914. Les rayures horizontales font références au Celtic Glasgow, le club de cœur de Victor Gibson, un des fondateurs dans la période de l’entre-deux-guerres du FC Cette.

### Logos
Le logo est représenté par du vert et du blanc, couleurs historiques du club, avec l'insertion d'un dauphin, surnom donné aux joueurs.
En 1919, le club intègre le club sétois de natation/water-polo Cette Sports, le dauphin devient alors, surnom et emblème des 2 sections, football et natation/water-polo. Lors de la scission, les 2 clubs conservent couleurs, logo et surnom, identiques.

Ancien logo
Logo actuel

## Résultats sportifs

### Palmarès
Le palmarès du club compte en premier lieu deux victoires en championnat de France et deux autres en Coupe de France, pour quatre finales perdues. Les Héraultais ont également remporté le championnat de la « Zone libre » en 1942.
Le club a également remporté de nombreuses compétitions régionales avant l’apparition du championnat professionnel avec notamment huit titres de champion du Sud-Est et trois coupes du Midi.
| Compétitions nationales | Compétitions régionales |
| --- | --- |
| - Championnat de France de Division 1 (2) - Champion en 1934, 1939. - Coupe de France (2) - Vainqueur en 1930, 1934. - Finaliste en 1923, 1924, 1929, 1942 - Championnat de France D3 - Vainqueur de groupe en 1983 - Championnat de France de CFA / National 2 (D4) - Vainqueur de groupe en 2001 et 2020. - Championnat de France de CFA 2 / National 3 (D5) - Vainqueur de groupe en 2014 | - Champion du Sud-Est (8) - Champion en 1920 (Zone Sud), 1921, 1922, 1923, 1924, 1925, 1926, 1968 - Champion du Languedoc (1) - Champion en 2012 - Coupe du Midi (3) - Vainqueur en 1920, 1921, 1923 |
| Compétitions nationales disparues | - Champion du Sud-Est (8) - Champion en 1920 (Zone Sud), 1921, 1922, 1923, 1924, 1925, 1926, 1968 - Champion du Languedoc (1) - Champion en 2012 - Coupe du Midi (3) - Vainqueur en 1920, 1921, 1923 |
| - Coupe de la Ligue - Meilleure performance : 1/16 de finale en 2007 - Championnat de France de football (Zone Sud) (1) - Champion en 1942 - Coupe de France de football (Zone Sud) (1) - Champion en 1942 | - Champion du Sud-Est (8) - Champion en 1920 (Zone Sud), 1921, 1922, 1923, 1924, 1925, 1926, 1968 - Champion du Languedoc (1) - Champion en 2012 - Coupe du Midi (3) - Vainqueur en 1920, 1921, 1923 |

### Bilan
À l’issue de la saison 2019-2020, le FC Sète totalise 16 participations en première division nationale, le plus haut niveau du football français, et 20 participations en deuxième division nationale,.
Le tableau ci-dessous récapitule tous les matches officiels disputés par le club dans les différentes compétitions nationales à l’issue de la saison 2019-2020 (excepté les six saisons de guerre de 1939-1940 à 1944-1945) :
| Championnats                              | Saisons | Titres | J   | G   | N   | P   | Bp  | Bc   | Diff |
| Division 1 / Ligue 1 (1932-1954)          | 16      | 2      | 504 | 198 | 111 | 195 | 826 | 877  | -51  |
| Division 2 / Ligue 2 (1954-2006)          | 20      | 0      | 704 | 217 | 183 | 304 | 768 | 1029 | -261 |
| National / National 1 (1993-2009)         | 15      | 0      | 534 | 196 | 175 | 159 | 596 | 548  | +48  |
| Division 3 / CFA / National 2 (1968-2020) | 21      | 2      | 317 | 141 | 88  | 92  | 461 | 333  | +128 |
| CFA 2 (2012-2014)                         | 3       | 1      | 82  | 37  | 21  | 24  | 111 | 84   | +27  |
| Division d’Honneur / USFSA (1906-2012)    | 27      | 16     |     |     |     |     |     |      |      |
| Coupes nationales                         | Saisons | Titres | J   | G   | N   | P   | Bp  | Bc   | Diff |
| Coupe de France (1920-)                   | 100°    | 2      |     |     |     |     |     |      |      |
| Coupe de la Ligue (2005-2008)             | 3       | 0      | 6   | 2   | 2   | 2   | 8   | 10   | -2   |

° dont les 6 saisons de guerre (1939-1940 à 1944-1945)

### Parcours en championnat
La frise chronologique suivante montre l'évolution des championnats de la Fédération française de football et de la Ligue de football professionnel auxquels le Sporting Club sétois a participé au cours de son histoire. Les noms des championnats et le nombre de niveaux ont évolué au cours des années. Pour les championnats nationaux, se reporter à l'article football en France, pour les championnats régionaux, à l'article Ligue Auvergne-Rhône-Alpes de football.

### Records

#### Joueurs et entraîneurs
| Joueur             | Matchs | Période              |
| ------------------ | ------ | -------------------- |
| Christophe Rouve   | 510    | 1989-1999 2000-2016  |
| Vincent Pappalardo | 338    | 2010-2011 2012-20220 |
| Désiré Koranyi     | 259    | 1935-1950 1955-1956  |
| Floris Isola       | 189    | 2012-2020 2023       |
| René Franquès      | 175    | 1933-1946            |
| René Llense        | 161    | 1932-1938            |
| Pierre Danzelle    | 158    | 1936-1948            |
| Henri Fontaine     | 156    | 1949-1954            |

Le joueur ayant disputé le plus grand nombre de matchs sous le maillot du club sétois est Christophe Rouve qui a joué 510 matchs entre 1989 et 1999 puis de 2000 à 2016. L’attaquant international français Désiré Koranyi, qui a joué 259 matchs de 1935 à 1950 puis de 1955 à 1956, dont 252 matchs de Division 1 et 5 matchs de Division 2 est second. Vient ensuite le gardien emblématique Vincent Pappalardo avec 223 rencontres entre 2010 et 2011 ainsi que depuis 2012.
Le buteur le plus prolifique du club est également Christophe Rouve qui inscrit 169 buts de 1989 à 1999 puis de 2000 à 2016 suivi de Désiré Koranyi, qui inscrit 158 buts en 259 matchs de 1935 à 1950 puis de 1955 à 1956, dont 157 en division 1. Le troisième meilleur buteur de l’histoire du club est Henri Fontaine avec 61 buts marqués de 1949 à 1954. Mohammed Abderrazack avec 37 buts marqués de 1945 à 1948 puis de 1953 à 1954 est quatrième.
Désiré Koranyi est considéré comme un des tout meilleurs attaquants de l’histoire de première division puisqu'il est classé au seizième rang du classement des meilleurs buteurs de l’histoire du championnat avec 157 buts en neuf saisons et 252 matchs.
Deux Sétois finissent meilleur buteur du championnat de première division : Istvan Lukacs est titré lors de la saison 1933-1934 en marquant 28 buts en 26 matchs, puis Désiré Koranyi est titré à égalité avec le Sochalien Roger Courtois lors de la saison 1938-1939 en marquant 27 buts en 30 matchs.
Dans les années 1930, René Dedieu et Jean Marmiès marquent le club en étant les entraîneurs des titres de champion de France. Plus récemment, l’entraîneur Claude Calabuig illustre son attachement au club en en occupant le banc durant seize saisons entre 1980 et 2005, de manière intermittente.

#### Championnat
Les Sétois remportent à deux reprises le titre de champion (1933-1934 et 1938-1939) et finissent une seule autre fois sur le podium en terminant à la troisième place (1937-1938).
La plus large victoire à domicile du FC Sète est enregistrée lors de la réception des Girondins de Bordeaux en 1946-1947 (6-1). À l’extérieur, la plus large victoire a lieu sur le terrain de l’Olympique lyonnais en 1951-1952 (2-6). La plus large défaite à domicile des Sétois en championnat de Division 1 a lieu à deux reprises contre le FC Sochaux et contre le CO Roubaix-Tourcoing lors de la saison 1947-1948 (1-5). À l'extérieur, la plus lourde défaite des dauphins est contre le Havre AC en 1953-1954 (10-0) jusqu'au 29 avril 2023. 69 ans plus tard, ce record est battu lors d'une défaite à Hyères (11-1) durant la 26ème journée de championnat de National 2 (groupe D).
Le club a occupé à vingt-six reprises la tête du championnat de Division 1 : à sept reprises, lors de la 7e, de la 9e à la 12e, de la 24e et de la 26e journées de la saison 1933-1934 ; à l’issue des 2e et 3e journées de la saison 1935-1936 ; à l’issue de la 8e journée de la saison 1937-1938 et à 16 reprises, lors de la 1re, de la 15e à la 22e et de la 24e à la 30e journées de la saison 1938-1939.

#### Affluence
Le record d’affluence dans le stade Louis-Michel est de 5789 spectateurs lors du derby en Ligue 2 2005-2006 face au Montpellier HSC (2-0).
Ce niveau reste cependant assez éloigné des affluences enregistrées dans les années 1940 et 1950 au stade Georges-Bayrou, comme lors de la réception de l'Olympique de Marseille en avril 1948 devant environ 12 000 spectateurs ou du Nîmes Olympique en 1951 devant 11 200 spectateurs.

## Personnalités

### Présidents
Parmi les présidents notables du club, on retiendra Léopold Suquet (27 ans à la tête du club), qui amène le club à son apogée en remportant quatre titres nationaux, mais également Jean Laronde (14 ans à la tête du club), qui le rebâtit sur de bonnes bases après le retour à l’amateurisme des années 1960. Louis-Bernard Dancausse est vice-président durant les années 1920.
Lors de son retour en Division d’Honneur après la liquidation judiciaire de 2009, le club est supporté par une simple association loi de 1901, statut classique pour tout club de football amateur. Il est ainsi géré par des bénévoles dont l’objectif est de faire renaître ce club historique.
Lors de l’assemblée générale du club à la fin de la saison 2010-2011, le président Pierre Di Tucci n’est pas reconduit à la tête du club, et c'est Jean-Marie Berthier, ancien dirigeant du club à l’époque où il évoluait en National, qui est nommé président.
Jean-Marie Berthier annonce qu'il passe la main et démissionne de la présidence du FC Sète à la fin de la saison 2018-2019. Jean-François Gambetti, responsable d'agence de la société Axdis Pro spécialisé dans le secteur de l'environnement et des énergies renouvelables est nommé président.
À la suite de la crise de gouvernance qui s'installe au club à l'été 2021, Jean-François Gambetti démissionne à la fin de la saison 2021-2022 et laisse sa place à Yoni Ragioneri.
En fin de saison 2022-2023, le FC Sète 34 est placé en liquidation judiciaire. L'association est remplacée par le Sporting Club Sétois et est présidée par Stefan Paler, gérant roumain d'une entreprise locale de menuiserie.
| Rang | Nom              | Période   |
| ---- | ---------------- | --------- |
| 1    | Victor Schlegel  | 1914-1918 |
| 2    | Felix Schenk     | 1918-1919 |
| 3    | Jean Dussol      | 1919-1920 |
| 4    | Pierre François  | 1920-1923 |
| 5    | Léopold Suquet   | 1923-1950 |
| 6    | Gaston Escarguel | 1950-1952 |
| 7    | Louis Michel     | 1952-1962 |
| 8    | Jean Laronde     | 1962-1976 |
| 9    | M. Cornuau       | 1976-1978 |
| 10   | M. Audouard      | 1978-1980 |
| 10   | M. Favreau       | 1978-1980 |

| Rang | Nom             | Période   |
| ---- | --------------- | --------- |
| 11   | Georges Besson  | 1980-1988 |
| 11   | M. Jarvelle     | 1980-1988 |
| 12   | Georges Besson  | 1988      |
| 13   | M. Soler        | 1988-1989 |
| 14   | Roger Bres      | 1989      |
| 15   | Emile Anfosso   | 1989-1994 |
| 16   | Pierre Brugvin  | 1994-1995 |
| 17   | Roger Bres      | 1995-1997 |
| 18   | M. Ropero       | 1997-2000 |
| 19   | Emile Anfosso   | 2001-2009 |
| 20   | Pierre Di Tucci | 2009-2011 |

| Rang | Nom                    | Période   |
| ---- | ---------------------- | --------- |
| 21   | Jean-Marie Berthier    | 2011-2019 |
| 22   | Jean-François Gambetti | 2019-2022 |
| 23   | Yoni Ragioneri         | 2022-2023 |
| 24   | Stefan Paler           | 2023-2025 |
| 25   | Bastien Imbert-Crouzet | 2025-     |

### Entraîneurs
Le premier entraîneur connu du club est l’Écossais Victor Gibson, dans un rôle d’entraîneur-joueur à partir de 1914. Il faut attendre l'Anglais Sydney Regan en 1929 pour voir un entraîneur appointé à temps plein à la tête de l’équipe.
Le plus long mandat sans interruption (11 ans) a été effectué par Victor Gibson. Sur plusieurs mandats, l’entraîneur ayant passé le plus de temps à la tête de l’équipe première est Claude Calabuig (16 ans).
| Nom                | Période   |
| ------------------ | --------- |
| Victor Gibson      | 1914-1925 |
| Sydney Regan       | 1929-1933 |
| René Dedieu        | 1933-1936 |
| Joseph Azéma       | 1936-1937 |
| Jean Marmiès       | 1937-1939 |
| Louis Cazal        | 1939-1940 |
| Elie Rous          | 1940-1943 |
| Ljubiša Stefanović | 1943-1945 |
| Maurice Cottenet   | 1945-1946 |
| Gabriel Féron      | 1946-1947 |
| Pierre Danzelle    | 1947-1948 |
| Emile Féjean       | 1948-1949 |
| Elie Rous          | 1949-1950 |
| Marcel Tomazover   | 1950-1954 |
| Istvan Zavadsky    | 1954-1955 |
| Désiré Koranyi     | 1955-1956 |
| Gaston Plovie      | 1956-1957 |
| René Mandaron      | 1957-1960 |
| Marcel Tomazover   | 1960-1965 |
| Gaston Plovie      | 1965-1969 |
| René Mandaron      | 1965-1969 |

| Nom                    | Période   |
| ---------------------- | --------- |
| Gaston Plovie          | 1969-1970 |
| Jacques Bernard        | 1969-1970 |
| Dominique Marc         | 1970-1972 |
| Xercès Louis           | 1972-1974 |
| Slobodan Milosavljević | 1974-1976 |
| Jules Miramond         | 1976-1977 |
| Gyula Nagy             | 1977-1978 |
| Marcel Tomazover       | 1977-1978 |
| Camille Passi          | 1978-1980 |
| Claude Calabuig        | 1980-1981 |
| Joan Roach             | 1980-1981 |
| Claude Calabuig        | 1981-1983 |
| Yves Herbet            | 1983-1985 |
| Slobodan Milosavljević | 1985-1987 |
| Dominique Bathenay     | 1987-1988 |
| Claude Calabuig        | 1988-1989 |
| Slobodan Milosavljević | 1989      |
| Claude Calabuig        | 1989-1990 |
| Otmar Pellegrini       | 1990-1991 |
| Claude Calabuig        | 1991-1997 |
| Marc Bourrier          | 1997      |

| Nom                  | Période   |
| -------------------- | --------- |
| Claude Calabuig      | 1997-2000 |
| Patrick Lebeau       | 2000-2001 |
| Laurent Scala        | 2001-2002 |
| Albert Rust          | 2002-2003 |
| Claude Calabuig      | 2003-2005 |
| Ludovic Batelli      | 2005-2006 |
| Robert Buigues       | 2006      |
| Christian Sarramagna | 2006-2007 |
| Thierry Laurey       | 2007-2008 |
| Frédéric Rémola      | 2008-2009 |
| Gilles Beaumian      | 2009-2010 |
| Mathieu Chabert      | 2010-2011 |
| Christophe Rouve     | 2011      |
| Laurent Scala        | 2011-2016 |
| Jean-Luc Muzet       | 2016-2018 |
| Nicolas Guibal       | 2018-2022 |
| Nicolas Le Bellec    | 2022-2023 |
| Christophe Rouve     | 2023-2024 |
| Adil El Hasnouni     | 2024-2024 |
| Jun Fukuda           | 2024-2025 |
| Romain Canalès       | 2025-     |

### Joueurs

#### Sélectionnés en équipe de France
Vingt-et-un joueurs ont disputé au moins un match sous le maillot de l’équipe de France alors qu'ils jouent sous les couleurs sétoises, pour un total de 80 sélections.
Le joueur qui a connu le plus de sélections sous les couleurs du FC Sète est le défenseur André Chardar avec douze capes entre 1930 et 1933, pour un but inscrit. Il devance le gardien de but René Llense et le milieu de terrain Louis Gabrillargues, qui ont connu chacun neuf sélections avec les Bleus.
Parmi les statistiques remarquables, on peut noter les cinq buts en cinq sélections de l’incontournable attaquant sétois Désiré Koranyi, ou alors les sept sélections en équipe de Yougoslavie d’Yvan Beck qui jouera par la suite pour l’équipe de France à une époque où les règles sur la nationalité sportive étaient plus ouvertes qu'aujourd'hui.

#### Équipes-types des quatre titres du club
Le FC Sète a remporté quatre titres majeurs dans son histoire, et ceux-ci sont de fait associés à des équipes qui ont marqué l’histoire du club.
En 1930, les hommes de Sydney Regan réussissent enfin à remporter la Coupe de France après trois échecs en finale lors de la décennie, notamment la saison précédente face au voisin montpelliérain, ce qui avait laissé des traces.
C'est ainsi qu'emmené par leur capitaine international Louis Cazal que les Sétois vont battre après prolongation les Racingmen (3-1), grâce à un but d’Alexander Friedmann et à un doublé de l’international yougoslave Yvan Bek. Il faut noter également dans ce bel effectif la présence de Ljubiša Stefanović, un autre international yougoslave, de l’Anglais Edward Skiller et du défenseur international français André Chardar, qui seront parmi les grands artisans de cette victoire.
La saison 1934 reste comme la saison qui aura marqué pour toujours l’histoire du football sétois, les hommes de René Dedieu réussissant le premier doublé Coupe de France-championnat de l’histoire du football français. Mais au-delà du résultat, c'est le scénario de la saison qui est resté dans les annales du club.
Un seul joueur ayant participé à la finale de 1930 est encore présent quatre ans plus tard. Devenu capitaine de l’équipe, l’international yougoslave Bek partage son expérience pour permettre aux jeunes Sétois de montrer tout leur talent. Parmi eux, de futur internationaux comme le gardien de but René Llense, le milieu Louis Gabrillargues ou encore les attaquants Jules Monsallier et Ali Benouna, mais également des internationaux étrangers aguerris, comme Istvan Lukacs, qui inscrira le doublé victorieux en finale de la Coupe de France face aux olympiens, l’Anglais Joseph Hillier ou l’international hongrois Marton Bukovi.
Le dénouement du deuxième titre de champion du club sétois est tout aussi incertain que celui du premier titre de 1934, les hommes de Jean Marmiès ravissant la première place à leurs homologues de l’Olympique de Marseille lors de la dernière journée.
Parmi les joueurs les plus utilisés durant la saison, il y a les deux Espagnols venus du FC Barcelone, Domènec Balmanya et Josep Escola, mais également les internationaux Michel Brusseaux, Désiré Koranyi, François Mercier et Roland Schmitt, ainsi que quelques joueurs du cru comme Pierre Danzelle, Roger Bertrand, Kouider Daho ou René Franquès.

#### Autres joueurs célèbres
D’autres joueurs ont marqué l’histoire du club, même s’ils n’ont pas forcément eu la même réussite que les joueurs cités précédemment. Parmi eux, l’Écossais Victor Gibson reste comme l'un des hommes fondateurs du FC Cette à la fin de la Première Guerre mondiale, assurant les rôles de capitaine, d’entraîneur, de recruteur, de jardinier et même de soigneur. Durant la même période, de jeunes joueurs commencent à se montrer au sein de l’effectif sétois tel René Dedieu ou Marcel Dangles. Le premier deviendra d’ailleurs un joueur professionnel puis un entraîneur réputé.
D’autres joueurs plus ou moins célèbres marquent le début des années 1920 du club sétois, comme Albert Jourda, le premier international français du club en 1921, Marcel Domergue, qui participe avec l’équipe de France aux jeux olympiques de 1924 ou encore Ernest Gravier qui, de par sa longévité au club (cinq saisons), marque les esprits dans le championnat du Sud-Est.
Après la Seconde Guerre mondiale, le club perd beaucoup de sa superbe et de moins en moins de joueurs internationaux sont attirés par le club sétois. C'est en 1952 que Stanislas Curyl devient le dernier joueur de l’histoire du club à être sélectionné en équipe de France.
Un autre joueur a marqué les supporteurs bien qu'il ne soit resté qu'une seule saison : le franco-argentin Alberto Costa est élu meilleur joueur de National lors de la saison 2007-2008 avant de partir pour le Montpellier HSC où il brillera également. Plus récemment, le natif Andy Delort formé au club jusqu'en U16 nationaux et fervent supporter des sétois retrouve le département en signant aussi au Montpellier HSC.
Divers joueurs passés par le club évoluent au plus haut niveau comme Florian Lejeune, Adrien Regattin, Yann Bodiger, Wilfried Zahibo mais aussi Baptiste Valette également natif de l'île singulière.

## Stades
| \| Stade Louis-Michel · Stade Georges-Bayrou \| Emplacement des différents · stades à Sète. |
| Stade Louis-Michel · Stade Georges-Bayrou                                                   |

À ses débuts, l’Olympique évolue pour ses matches à domicile sur le Champ des Manœuvres puis au Stade des Casernes, et ce jusqu'à la fin de la Première Guerre mondiale.
En 1920, Victor Gibson, l’homme à tout faire du FC Cette, fait aplanir le terrain des Métairies afin de ne plus dépendre des casernes. Ce terrain deviendra alors le « stade des Métairies », avant d’être rebaptisé stade Georges-Bayrou du nom du célèbre directeur sportif sétois mort en 1953. C'est en son sein que les Dauphins vont connaître leurs plus grandes heures de gloire. Le stade, capable d'accueillir officiellement 4 600 personnes debout, est considéré comme obsolète par la FFF dans les années 1990, date à laquelle le stade Louis-Michel a été construit, les travaux de rénovation étant plus coûteux que la construction d’un nouveau stade. Cependant, ce stade sert toujours de terrain d’entraînement pour le club, mais également de terrain principal pour le Pointe-Courte de Sète, le second club de la ville.
Ainsi, depuis 1991, le FC Sète évolue au stade Louis-Michel, du nom d'un autre grand président du club qui décéda tragiquement en 1962 lors d’un match de Coupe de France opposant le FC Sète à l’AS Saint-Étienne. Équipé d’une tribune fixe permettant d’accueillir 1 100 personnes assises, les dirigeants font rajouter en 2005, alors que le club vient de monter en Ligue 2, une tribune semi-provisoire, permettant de monter la capacité du stade aux 8 705 places réglementaires pour pouvoir évoluer en division professionnelle. Alors qu'un projet est imaginé pour ajouter deux nouvelles tribunes derrière les buts, les problèmes financiers du club et sa relégation en division régionale mettent fin aux modifications du stade.

## Aspects économiques
Le tableau ci-dessous résume les différents budgets prévisionnels du football club saison après saison.
| Saison    | Budget   | Division de l'équipe première | Mesures particulières             | Commentaires |
| --------- | -------- | ----------------------------- | --------------------------------- | --- |
| 2018-2019 | 700 k€   | National 2                    |                                   | |
| 2019-2020 | 1,071 M€ | National 2                    |                                   | Montée du club en National 1 à la fin de la saison. |
| 2020-2021 | 1,8 M€   | National 1                    | Encadrement de la masse salariale | |
| 2021-2022 | 1,2 M€   | National 1                    | Encadrement de la masse salariale | Relégation administrative du club en National 2 à la fin de la saison. |
| 2022-2023 | Inconnu  | National 2                    | Encadrement de la masse salariale | Relégation sportive du club en National 3 à la fin de la saison. Le club accuse une dette de 700 k€ et est placé en redressement judiciaire en avril 2023, puis en liquidation judiciaire en juillet. Le FC Sète 34 devient le Sporting Club sétois. |
| 2023-2024 | 300 k€   | Régional 3                    |                                   | |

Après la liquidation judiciaire du club en 2009, la nouvelle équipe dirigeante a essayé de rétablir les finances du club. Cependant, même plusieurs années après, le club et la ville continuent à essuyer la mauvaise gestion du président Anfosso, comme récemment avec la condamnation à verser 84 000 € d’indemnité de licenciement à Christian Sarramagna, entraîneur du FC Sète lors de la saison 2006-2007. Il faut noter que le club a été maintenu à flot pendant deux saisons à coups de subventions de la mairie (800 000 € pour l’année 2008) alors que le club était déficitaire à la hauteur de 120 000 € par mois, menant inexorablement la SEM vers une liquidation judiciaire.

## Culture populaire

### Affluence
Le FC Sète a connu son record d’affluence en 1952-1953 avec 5 385 spectateurs de moyenne. Dans les années 1950, l’affluence au stade était constante, aux alentours des 5 000 spectateurs de moyenne, avant que les relégations successives n'entament l'engouement autour du club.
Depuis la construction du stade Louis-Michel, le club évolue en division amateur, ce qui ne permet pas au club d'attirer des affluences importantes. Elles ne dépassent les 2 000 spectateurs de moyenne dans le nouveau stade que lors de la saison 2005-2006, lorsque le club fait un court passage en Ligue 2.

### Groupes de supporters
Peu de groupes de supporteurs à caractère Ultra voient le jour dans le port héraultais.
En 2003, une association de jeunes crée la « Brigata Verde Bianca 03 » afin de soutenir le club qui est sur le point de monter en Ligue 2. Cela faisait près de dix-sept ans qu'il n’y avait plus de groupe de supporteurs dans l’enceinte sétoise, depuis le groupe « Ultras Sétois ». Le groupe est ensuite dissout à la suite de la relégation administrative du club en 2009.
En 2020, à la suite de la montée en National 1, un groupe nommé « Green Sailors » est créé, avec pour vocation d'inclure les supporters de tout âge. Le groupe annonce sa dissolution sur sa page Facebook - aujourd'hui disparue - peu de temps après le début de la saison 2022-2023.

### Rivalités
Dans l’avant Première Guerre mondiale, alors que le football n’en est qu'à ses balbutiements dans le Languedoc, deux équipes sortent du lot, l’Olympique de Sète et le SC Nîmois d’Henri Monnier. Ces deux équipes vont se disputer âprement le titre de meilleure équipe régionale jusqu'en 1914. Néanmoins, les Nîmois ne décrocheront qu'un seul titre (1908) de champion du Languedoc sur cette période dominée par l’Olympique.

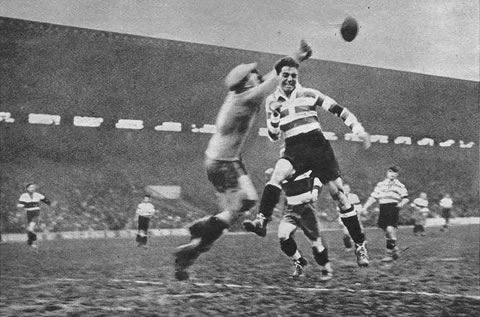
Scène de derby entre le SO Montpelliérains et le FC Sète en 1930.

Une nouvelle rivalité voit le jour dans l’entre-deux-guerres avec la création et la montée en puissance du SO Montpelliérains qui remporte deux titres de Ligue du Sud-Est avant l’apparition du professionnalisme. À partir de 1932, une vingtaine de kilomètres séparant seulement les deux villes, de nombreux derbys en Division 1, en Division 2 ou en Coupe de France, attirent de grandes foules aux Métairies de Sète ou au parc des sports de Montpellier.
Cette rivalité atteint son paroxysme lors de la saison 1933-1934 où au cours d’une confrontation, André Guillard, gardien de but du SOM, est expulsé pour avoir assommé l’attaquant sétois Istvan Lukacs qui le provoquait depuis le début du match. Il est alors suspendu six mois par la fédération française de football, punition jugée excessive par les Montpelliérains qui y voient l’œuvre de Georges Bayrou, le président sétois.
Le déclin du club sétois, au début des années 1960, puis celui du SOM, à la fin des années 1960, font disparaître cette rivalité départementale.
Outre ces deux grandes rivalités avec le SO Montpelliérains et le SC Nîmois (qui avait disparu au début des années 1930), d’autres derbys ont eu lieu avec l’AS Béziers, le Nîmes Olympique et l’Olympique d’Alès, en fonction des aléas sportifs de chacun. Les relations avec ces clubs n’ont cependant jamais été tendues, les derbys étant l’occasion pour chacun de remplir le stade. Dans les années 1980, il n’est pas rare de voir dans le même groupe de Division 2 les cinq clubs languedociens.
Depuis la rétrogradation administrative du club en division d’honneur en 2009, deux rivalités locales ont vu le jour. En effet, le club sétois a retrouvé dans ce championnat le club de Pointe Courte de Sète, le second club sétois, et l’AS Frontignan AC, le club de la commune voisine, ce qui a mené à l’apparition de derbys et à un certain engouement autour de ces rencontres.

## Autres équipes
La réserve sétoise évolue en Départementale 1 pour la saison 2023-2024, soit une division en dessous de l’équipe première.
Les équipes des moins de 19 ans, des moins de 17 ans et des moins de 15 ans évoluent en Division d’Excellence de ligue.
L’équipe féminine du FC Sète est relativement jeune et évolue en 2022-2023 en Régional 2.
| Équipes réserves | Équipes de jeunes |
| - Régional 2 (1) - Champion du groupe D en 2019. - DH Languedoc-Roussillon (1) - Champion en 1984. - Coupe du Languedoc-Roussillon (1) - Vainqueur en 2014. - Coupe de l’Hérault (5) - Vainqueur en 1985, 1991, 2002, 2010, 2022. | - Championnat junior du Languedoc-Roussillon (2) - Vainqueur en 1928, 1965. - Coupe Espoir du Languedoc-Roussillon (1) - Vainqueur en 2001. |
| Équipes féminines | - Championnat junior du Languedoc-Roussillon (2) - Vainqueur en 1928, 1965. - Coupe Espoir du Languedoc-Roussillon (1) - Vainqueur en 2001. |
| - Division d'Honneur (1) - Vainqueur en 2014. | - Championnat junior du Languedoc-Roussillon (2) - Vainqueur en 1928, 1965. - Coupe Espoir du Languedoc-Roussillon (1) - Vainqueur en 2001. |